# Conny Bloom
Conny Bloom, egentligen Ulf Conny Blomqvist, född 20 november 1964 i Stockholm, är en svensk sångare, kompositör och gitarrist. Han är mest känd från sitt band Electric Boys och även som gitarrist med Hanoi Rocks.

## Historia
Bloom var som tonåring gitarrist och sångare i powertrion Road Rats, där även Gyp Casino från Hanoi Rocks ingick. Bandet blev senare Rolene och som 17-åring spelade han med Sveriges hårdrockspionjärer Neon Rose. Han fick sitt genombrott i slutet av 1980-talet med gruppen Electric Boys där han var frontfigur. Electric Boys blev kända genom sitt eget sound, som var en blandning av funk, hårdrock och Beatles-psykedelia. De spelades flitigt på MTV och turnerade i Amerika, England och Sverige och låg på amerikanska Billboard-listan med hiten "All Lips and Hips". Bandet splittrades i mitten av 1990-talet. Efter detta gav Bloom ut två soloalbum: Conny Bloom's Titanic Truth (1996) och Psychonaut (1999). Dessa följdes av livealbumet Been There, Done What? (2003).
Bloom var gitarrist i rock'n'roll-bandet Hanoi Rocks mellan 2004 och 2009 och spelade även in albumet Street Poetry med dem. Bandet lades ned i början av 2009. Bloom har också turnerat med Ginger (från The Wildhearts) i Silver Ginger 5 (SG5) och spelar även personligt tolkade covers med Medborgarna när tillfälle bjuds, tillsammans med Jan Åström, Benneth Fagerlund, Svante Drake.
Electric Boys återförenades på Sweden Rock Festival 2009 och har sedan dess turnerat och släppt 5 album: And Them Boys Done Swang (2011), Starflight United (2014) (då även en cover på Robyn's "Dancing on My Own" spelades in)The Ghost Ward Diaries (2018) Ups!de Down (2021) och Grand Explosivos (2023)
2016 släppte Conny Bloom sitt första soloalbum på svenska, Fullt Upp och 2020 kom uppföljaren Game! Set! Bloom!

## Filmmusik
- 2003 – Kontorstid